# 손강 (프랑스)

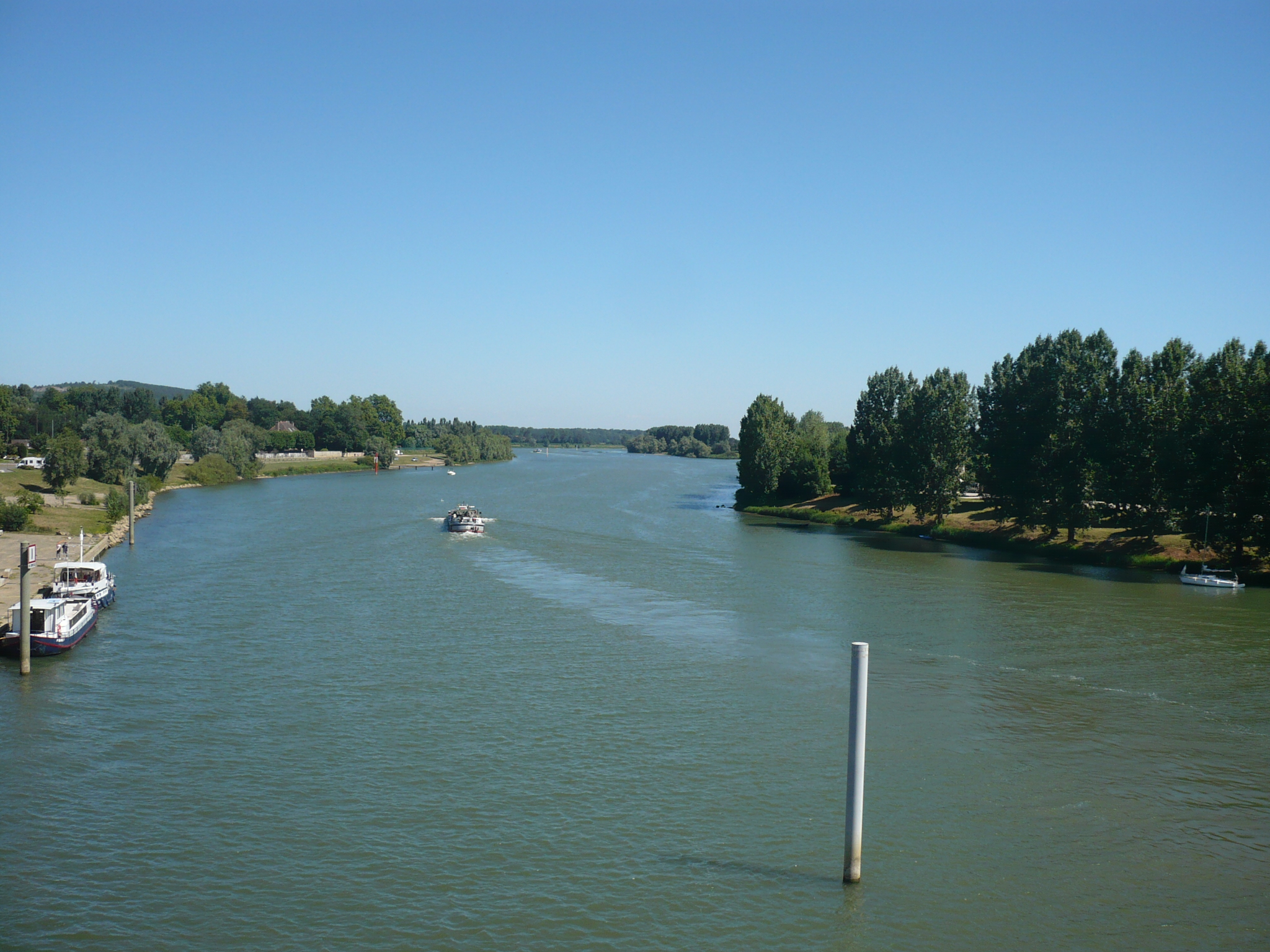

손강(프랑스어: Saône rivière)은 동부 프랑스에 있는 강이다. 론강의 오른 편의 지류로 리옹에서 론강과 합류한다.